# モチヴィック・コホモロジー
モチヴィック・コホモロジー（英: motivic cohomology）とは、代数多様体などのスキームの不変量のひとつである。モチーフに関係する一種のコホモロジーであり、代数的サイクルのチャウ環を特別な場合として含んでいる。代数幾何学と数論における最も深い問題のいくつかはモチヴィック・コホモロジーを理解しようとする試みである。

## モチヴィック・ホモロジーとコホモロジー
X を 体 k 上の有限型なスキームとする。代数幾何学の重要な目標の一つは、 X の全ての部分多様体について多くの情報を持っている X のチャウ群を計算することである。X のチャウ群は、位相幾何学におけるボレル・ムーア・ホモロジーが持っているような形式的な性質をいくつか持っているが、いくつかの性質が欠けている。例えば、X の閉部分スキーム Z に対して、局所化系列と呼ばれるチャウ群の完全系列
{\displaystyle CH_{i}(Z)\rightarrow CH_{i}(X)\rightarrow CH_{i}(X-Z)\rightarrow 0}
があるが、位相幾何学ではこれは長完全系列の一部である。
この問題はチャウ群を群の2重次数族である（ボレル・ムーア）モチヴィック・ホモロジー群（最初はブロックにより高次チャウ群と呼ばれていた）に一般化することで解決された。すなわち、任意の体 k 上の有限型スキーム Xと整数 i と j に対して、アーベル群 Hi(X,Z(j)) が存在し、チャウ群はその一部
{\displaystyle CH_{i}(X)\cong H_{2i}(X,\mathbf {Z} (i))}
となっている。そして、スキーム X の閉部分スキーム Z に対して、チャウ群の局所化系列で終わるモチヴィック・ホモロジー群の長完全局所化系列
{\displaystyle \cdots \rightarrow H_{2i+1}(X-Z,\mathbf {Z} (i))\rightarrow H_{2i}(Z,\mathbf {Z} (i))\rightarrow H_{2i}(X,\mathbf {Z} (i))\rightarrow H_{2i}(X-Z,\mathbf {Z} (i))\rightarrow 0}
が存在する。
実際には、これはヴォエヴォドスキーによって作られた4つの理論、すなわち、モチヴィック・コホモロジー、コンパクト台モチヴィック・コホモロジー、ボレル・ムーア・モチヴィック・ホモロジー（これが今説明したもの）、コンパクト台モチヴィック・ホモロジーのうちのひとつに過ぎない。これらの理論は対応する位相幾何学の理論の多くの形式的な性質を持つ。例えば、体上有限型な任意のスキーム X に対して、モチヴィック・コホモロジー群 Hi(X,Z(j)) は2重次数つきの環をなす。X が次元 n で k 上滑らかであれば、ポアンカレ双対 同型写像
{\displaystyle H^{i}(X,\mathbf {Z} (j))\cong H_{2n-i}(X,\mathbf {Z} (n-j))}
がある。
特に、X が k 上滑らかであれば、余次元 i のサイクルのチャウ群 CHi(X) は H2i(X,Z(i)) と同型である。
k 上の滑らかなスキーム X のモチヴィック・コホモロジー Hi(X, Z(j)) は X 上の層の複体 Z(j) のザリスキー位相での超コホモロジーである。（いくつかの性質の証明に置いてはニスネヴィッチ位相を使ったほうが簡単であるが、どちらの位相でも同じモチヴィック・コホモロジー群になる。）例えば、j < 0 に対してZ(j) はゼロであり、Z(0) は定数層 Z であり、Z(1) は X の導来圏において Gm[−1] と同型である 。ここで、Gm は乗法群、すなわち可逆な正則関数のなす層であり、ずらし[−1]によりこの層を次数1の複体と思っている。
4つのモチヴィック・（コ）ホモロジーは任意のアーベル群を係数として定義できる。位相幾何学におけるのと同様に、異なる係数同士の理論は普遍係数定理によって関係がつく。

## 他のコホモロジー論との関係

### K 理論との関係
ブロック、リヒテンバウム、フリードランダー、ススリン、レヴァイン（Levine）らにより、体上の滑らかなスキーム X について、位相幾何学におけるアティヤ・ヒルツェブルフ・スペクトル系列の類似であるモチヴィック・コホモロジーから代数的K理論へのスペクトル系列
{\displaystyle E_{2}^{pq}=H^{p}(X,\mathbf {Z} (-q/2))\Rightarrow K_{-p-q}(X)}
の存在が知られている。
位相幾何学におけるのと同様、このスペクトル系列は有理数体をテンソルすると退化する。体上有限型な任意のスキーム（滑らかでなくともよい）に対して、モチヴィック・ホモロジーから G 理論（ベクトル束ではなく、連接層の K 理論）への同様のスペクトル系列が存在する。

### ミルナー K 理論との関係
モチヴィック・コホモロジーは、体に対しても興味深い不変量を提供する（体 k からスキーム Spec(k) が得られ、これに対してモチヴィック・コホモロジーが定義されることに注意）。体 k のモチヴィック・コホモロジー Hi(k, Z(j)) についてまだ十分にはわかっていないが、i = j の場合には
{\displaystyle K_{j}^{M}(k)\cong H^{j}(k,\mathbf {Z} (j))}
という表示が知られている。
ここで、KjM(k) は k の j 次ミルナー K 群である。体のミルナー K 群は生成元と関係式によって明示的に定義できるので、これは k のモチヴィック・コホモロジーの一部の便利な表示になっている。

### エタール・コホモロジーへの写像
X を体 k 上の滑らかなスキーム、m を k で可逆な正の整数とする。このとき、モチヴィック・コホモロジーからエタール・コホモロジーへのサイクル写像と呼ばれる自然な準同型
{\displaystyle H^{i}(X,\mathbf {Z} /m(j))\rightarrow H_{et}^{i}(X,\mathbf {Z} /m(j))}
が存在する。
ここで、右の Z/m(j) は、1の m 乗根 μm からなるエタール層 (μm)⊗j である。これは、滑らかな多様体のチャウ環からエタール・コホモロジーへのサイクル写像の一般化になっている。
モチヴィック・コホモロジーを計算することが代数幾何学や数論の目標になることが多いが、一方、エタール・コホモロジーのほうが理解が容易なことが多い。例えば、基礎体 k が複素数体であれば、エタール・コホモロジーは（有限な係数の）特異コホモロジーと一致する。ヴォエヴォドスキーによって証明されたベイリンソン・リヒテンバウム予想は、多くのモチヴィック・コホモロジー群は、実際にはエタール・コホモロジー群と同型であるというもので、強力な結果である。これはノルム剰余同型定理の帰結である。つまり、ベイリンソン・リヒテンバウム予想（ヴォエヴォドスキーの定理）は、体 k 上滑らかなスキーム X と k で可逆である正の整数 m に対して、サイクル写像
{\displaystyle H^{i}(X,\mathbf {Z} /m(j))\rightarrow H_{et}^{i}(X,\mathbf {Z} /m(j))}
は全ての j ≥ i に対して同型写像であり、全ての j ≥ i − 1 に対して単射であると主張する。

### モチーフとの関係
任意の体 k と可換環 R に対して、ヴォエヴォドスキーは k 上の R 係数の モチーフの導来圏 DM(k; R) と呼ばれる R 線形3角圏 を定義した。k 上のスキーム X から、X のモチーフ M(X) と X のコンパクト台のモチーフ Mc(X) という2つの DM の対象が得られる。X が k 上固有 であれば、この2つは同型である。
モチーフの導来圏の基本的なことの一つは、4種類のモチヴィック・ホモロジーとモチヴィック・コホモロジーは全てこの圏における射の集合として生じるということだ。これを記述するために、まず全ての整数 j に対しテイト・モチーフ R(j) と呼ばれる DM(k; R) の対象が存在し、射影空間のモチーフはテイト・モチーフの直和となることに注意する:
{\displaystyle M(\mathbf {P} _{k}^{n})\cong \oplus _{j=0}^{n}R(j)[2j]}
ここで M ↦ M[1] は3角圏 DM(k; R)のずらし関手（もしくは"移動関手"）と呼ばれる関手である。これらを使うと、k 上有限型なスキーム X の（例えば）モチヴィック・コホモロジーは
{\displaystyle H^{i}(X,R(j))\cong {\text{Hom}}_{DM(k;R)}(M(X),R(j)[i])}
とかける。
ベイリンソンによる予想のモダンな言い換えは、係数 R が有理数体のとき、DM(k; Q) のコンパクトな対象からなる部分圏はアーベル圏 MM(k) の有界導来圏、すなわち k 上の混合モチーフの圏に同値であろうというものになる。特にこの予想からモチヴィック・コホモロジー群は混合モチーフの圏におけるExt群と同一視できることが導かれる。この予想の証明はほとんど手つかずである。具体的に、ベイリンソンの予想は i < 0 に対して Hi(X,Q(j)) はゼロと予測する。これはベイリンソン・スレ予想と呼ばれる予想であるが、これが知られているのはごく少数のケースだけである。
逆に、ベイリンソン・スレ予想の変種と、グロタンディークの標準予想とチャウ・モチーフについてのミュール（Murre）の予想をあわせると、DM(k; Q) の t 構造の核（heart）としてアーベル圏 MM(k) の存在が導かれる。しかし、これだけでは MM(k) でのExt群とモチヴィック・コホモロジーを同一視できることまでは導かれない。
複素数体の部分体 k に対して、混合モチーフのアーベル圏の候補がノリにより定義された。もし圏 MM(k) が期待される性質を持つ（特に MM(k) から Q 上のベクトル空間の圏へのベッチ実現関手が忠実）ならば、それはノリの圏と同値でなければならない。

## 数論幾何学への応用

### L 関数の特殊値
X を数体上の滑らかな射影多様体とする。L 関数の特殊値についてのブロック加藤予想は、X の L 関数の整数点における位数はあるモチヴィック・コホモロジー群の階数に等しいと予測する。これは、ドリーニュとベイリンソンによる初期の予想を含む、数論における中心的な問題の一つである。バーチ・スウィンナートン＝ダイアー予想はこの予想の特別な場合である。この予想には、L 関数の整数点における最初の係数をレギュレータとモチヴィック・コホモロジー上の高さペアリングを用いて記述するより精緻な予想も含まれている。

## 歴史
代数多様体のチャウ群をより一般的なモチヴィック・コホモロジー理論に一般化できるという可能性の最初の明確な兆候は、キレンによるベクトル束のグロタンディーク群 K0 の一般化である代数的K理論の定義と研究（1973）であった。1980年代前半、ベイリンソンとスレはアダムズ作用素を用いると代数的 K 理論（群）に有理数をテンソルしたものが分解できることを観察した。直和因子は（有理数係数の）モチヴィック・コホモロジーと呼ばれている。ベイリンソンとリヒテンバウムによるモチヴィック・コホモロジーの存在と性質についての予想は影響が大きかった。彼らの予想はいくつかを除いてほとんどが証明された。
ブロックによる高次チャウ群（1986）は、体 k 上のスキームの整数係数 (有理数係数ではなく)での最初のモチヴィック・ホモロジーの定義であった（滑らかなスキームの場合には、これによりモチヴィック・コホモロジーも定義される）。X の高次チャウ群の定義はチャウ群の定義の自然な一般化であり、X とアフィン空間の積における代数的サイクルで超平面（単体の面として扱われる）と期待される次元で交叉するものを用いて定義される。
最終的には、ヴォエヴォドスキーによって（ススリンとの共同研究を基礎として）モチーフの導来圏とともに4種類のモチヴィック・ホモロジーとモチヴィック・コホモロジーが2000年に定義された。関連する圏は花村とレヴァイン（Levine）によっても定義されている。